# Leobersdorf
Leobersdorf is een gemeente in de Oostenrijkse deelstaat Neder-Oostenrijk, gelegen in het district Baden. De gemeente heeft ongeveer 4200 inwoners.

## Geografie
Leobersdorf heeft een oppervlakte van 12,34 km². Het ligt in het noordoosten van het land, in de buurt van de hoofdstad Wenen.
Alland · Altenmarkt an der Triesting · Baden · Bad Vöslau · Berndorf · Blumau-Neurißhof · Ebreichsdorf · Enzesfeld-Lindabrunn · Furth an der Triesting · Günselsdorf · Heiligenkreuz · Hernstein · Hirtenberg · Klausen-Leopoldsdorf · Kottingbrunn · Leobersdorf · Mitterndorf an der Fischa · Oberwaltersdorf · Pfaffstätten · Pottendorf · Pottenstein · Reisenberg · Schönau an der Triesting · Seibersdorf · Sooß · Tattendorf · Teesdorf · Traiskirchen · Trumau · Weißenbach an der Triesting
- Bibliothèque nationale de France: cb12159959z (data)
- Gemeinsame Normdatei: 4204674-9
- Library of Congress Control Number: nr88012271
- MusicBrainz: 09041b7e-96cf-4616-b5b2-614ac03b7625
- Nationale Bibliotheek van Israël: 987007538022705171
- Virtual International Authority File: 156764379
- WorldCat: E39PBJcgyGgDvBWyfGGrm9qPcP